# Station Chastre
Station Chastre is een spoorwegstation langs spoorlijn 161 (Brussel - Namen) in de gemeente Chastre. Het is nu een stopplaats.

## Treindienst
| Serie       | Treinsoort          | Route                                   | Bijzonderheden             |
| ----------- | ------------------- | --------------------------------------- | -------------------------- |
| L 6250      | L-trein (NMBS)      | Ottignies – Chastre – Gembloers – Namen |                            |
| P 7650/8650 | Piekuurtrein (NMBS) | Namen – Gembloers – Chastre – Ottignies | Rijdt alleen op werkdagen. |

## Galerij

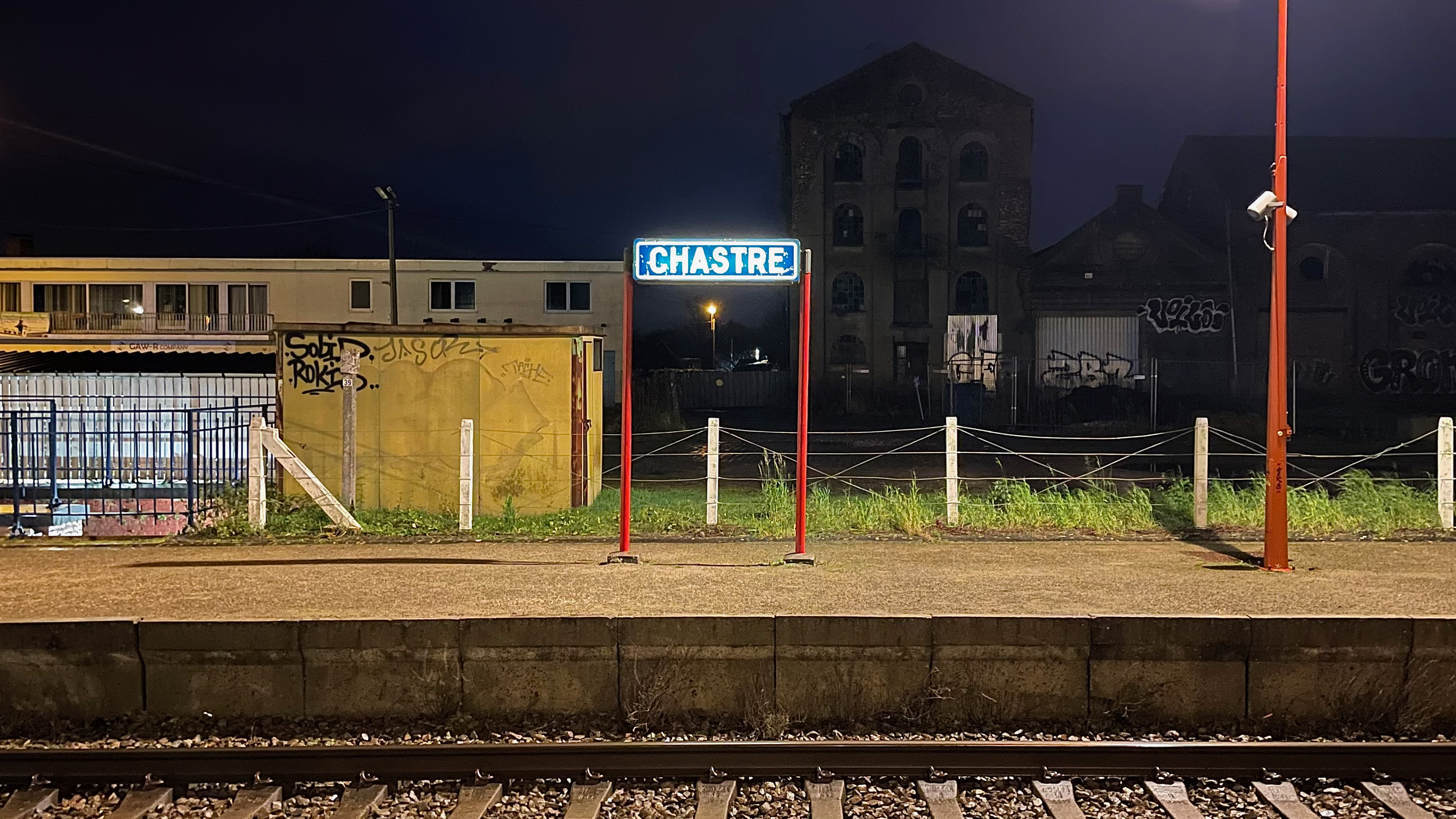
Plaatsnaambord
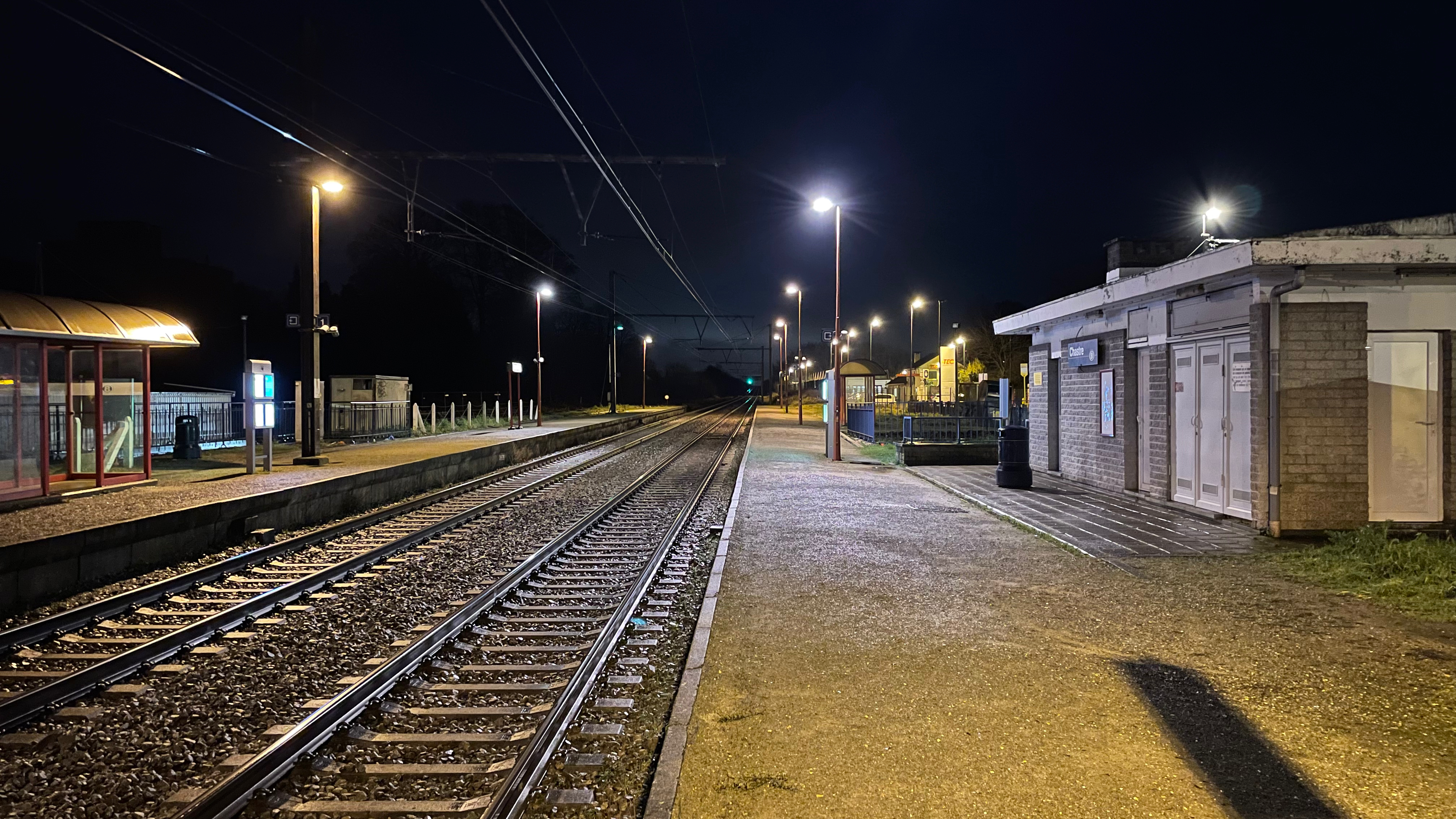
Het perron

## Reizigerstellingen
De grafiek en tabel geven het gemiddeld aantal instappende reizigers weer op een week-, zater- en zondag.
| Tabel: aantal instappende reizigers station Chastre | Tabel: aantal instappende reizigers station Chastre | Tabel: aantal instappende reizigers station Chastre | Tabel: aantal instappende reizigers station Chastre |
|                                                     | Weekdag                                             | Zaterdag                                            | Zondag                                              |
| --------------------------------------------------- | --------------------------------------------------- | --------------------------------------------------- | --------------------------------------------------- |
| 1977                                                | 471                                                 | 56                                                  | 28                                                  |
| 1978                                                | 430                                                 | 66                                                  | 30                                                  |
| 1979                                                | 414                                                 | 60                                                  | 47                                                  |
| 1980                                                | 574                                                 | 129                                                 | 85                                                  |
| 1981                                                | 521                                                 | 102                                                 | 95                                                  |
| 1982                                                | 449                                                 | 114                                                 | 52                                                  |
| 1983                                                | 471                                                 | 148                                                 | 86                                                  |
| 1984                                                | 510                                                 | 155                                                 | 102                                                 |
| 1985                                                | 513                                                 | 114                                                 | 87                                                  |
| 1986                                                | 544                                                 | 177                                                 | 94                                                  |
| 1987                                                | 423                                                 | 119                                                 | 83                                                  |
| 1988                                                | 462                                                 | 105                                                 | 77                                                  |
| 1989                                                | 363                                                 | 100                                                 | 70                                                  |
| 1990                                                | 471                                                 | 140                                                 | 92                                                  |
| 1991                                                | 435                                                 | 113                                                 | 78                                                  |
| 1992                                                | 541                                                 | 131                                                 | 70                                                  |
| 1993                                                | 532                                                 | 145                                                 | 80                                                  |
| 1994                                                | 582                                                 | 83                                                  | 67                                                  |
| 1995                                                | 556                                                 | 80                                                  | 63                                                  |
| 1996                                                | 555                                                 | 92                                                  | 68                                                  |
| 1997                                                | 536                                                 | 71                                                  | 91                                                  |
| 1998                                                | 399                                                 | 84                                                  | 75                                                  |
| 1999                                                | 344                                                 | 60                                                  | 48                                                  |
| 2000                                                | 404                                                 | 100                                                 | 54                                                  |
| 2001                                                | 421                                                 | 81                                                  | 52                                                  |
| 2002                                                | 396                                                 | 92                                                  | 75                                                  |
| 2003                                                | 426                                                 | 89                                                  | 58                                                  |
| 2004                                                | 476                                                 | 70                                                  | 52                                                  |
| 2005                                                | 481                                                 | 84                                                  | 80                                                  |
| 2006                                                | 509                                                 | 104                                                 | 61                                                  |
| 2007                                                | 503                                                 | 99                                                  | 80                                                  |
| 2008                                                | -                                                   | -                                                   | -                                                   |
| 2009                                                | 455                                                 | 65                                                  | 100                                                 |
| 2010                                                | -                                                   | -                                                   | -                                                   |
| 2011                                                | -                                                   | -                                                   | -                                                   |
| 2012                                                | 475                                                 | 88                                                  | 87                                                  |
| 2013                                                | 485                                                 | 78                                                  | 87                                                  |
| 2014                                                | 412                                                 | 103                                                 | 67                                                  |
| 2015                                                | 359                                                 | 68                                                  | 49                                                  |
| 2016                                                | 314                                                 | 61                                                  | 63                                                  |
| 2017                                                | 357                                                 | 58                                                  | 52                                                  |
| 2018                                                | 307                                                 | 56                                                  | 58                                                  |
| 2019                                                | 370                                                 | 79                                                  | 48                                                  |
| 2020                                                | 256                                                 | 72                                                  | 39                                                  |
| 2021                                                | -                                                   | -                                                   | -                                                   |
| 2022                                                | 357                                                 | 62                                                  | 89                                                  |
| 2023                                                | 316                                                 | 114                                                 | 65                                                  |
| 2024                                                | 300                                                 | 73                                                  | 49                                                  |

0,0: Schaarbeek ·
3,5: Koninklijke-Sint-Mariastraat ·
4,4: Rogierstraat ·
5,1: Leuvensesteenweg ·
5,8: Brussel-Schuman ·
6,1: Wetstraat ·
7,0: Brussel-Luxemburg ·
8,0: Mouterij ·
8,9: Etterbeek ·
10,1: Watermaal ·
12,0: Bosvoorde ·
13,9: Zoniënwoud ·
17,0: Groenendaal ·
18,9: Hoeilaart ·
20,0: Bakenbos ·
22,0: Terhulpen ·
23,2: Genval ·
25,2: Rixensart ·
27,7: Profondsart ·
29,0: Le Buston ·
30,0: Ottignies ·
36,0: Mont-Saint-Guibert ·
38,0: Blanmont ·
40,0: Chastre ·
41,9: Ernage ·
45,0: Gembloers ·
47,6: Lonzée ·
50,9: Beuzet ·
53,0: Saint-Denis-Bovesse ·
56,0: Rhisnes ·
62,0: Namen